# アンリ・ファン・ストラーテン
アンリ・ファン・ストラーテン（Henri Van Straten、1892年10月5日 – 1944年9月7日）はベルギーの版画家である。ベルギーでの木版画美術を復活させた「5人組（Vijf）」と呼ばれる版画家の一人である、

## 略歴
アントウェルペンで生まれた。1911年から4年間、アントウェルペンの上級美術学校である、「アントウェルペン国立高等美術研究所(Nationaal Hoger Instituut voor Schone Kunsten, Antwerpen)」で版画家のエドワード・ペレン(Eduard Pellens: 1872-1947)に学び、アムステルダムの美術アカデミーでも版画家、イラストレーターのヨハネス・ヨセフス・アールツ(Johannes Josephus Aarts: 1871-1934)のもとで学んだ。第一次世界大戦中も兵役が免除され、アムステルダムで修行した。
フランスでアンリ・バルビュスが刊行した国際反戦・平和運動の機関誌『クラルテ（"光明"の意味）』に影響を受けてを1919年8月からアントウェルペンでフランス語で刊行された文芸誌『ルミエール("光"の意味)』などに作品を発表した、「5人組（Vijf）」と呼ばれる5人の版画家の一人になった。「5人組（Vijf）」と呼ばれたのはファン・ストラーテンの他、フランス・マシリール(1889-1972)、ヤン＝フランス・カントレ(Jan-Frans Cantré: 1886-1931)、ヨゼフ・カントレ(Jozef Cantré: 1890-1957)、ヨリス・ミンヌ(Joris Minne: 1897–1988)がいた。
木版画の評価が高いが、油絵やリトグラフも制作した。
1933年からアントウェルペン州のオランダとの国境の街、カルムトハウトに住んでいたが、第二次世界大戦中の1944年9月、アントウェルペンに移動中に、メルクセムの空襲に巻き込まれて行方不明になり、遺体は確認されなかった。

## 作品

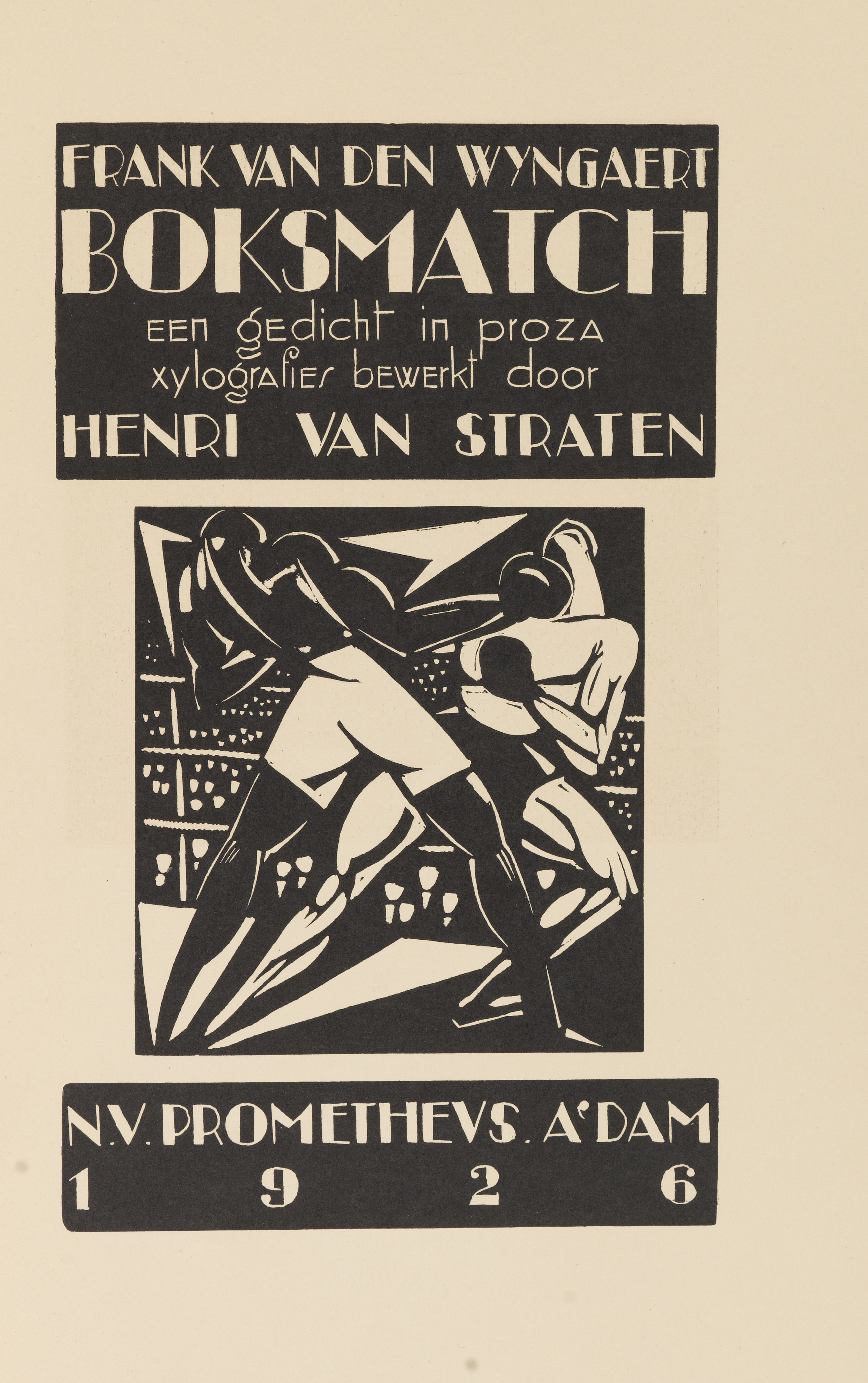
書籍ポスター(1928)
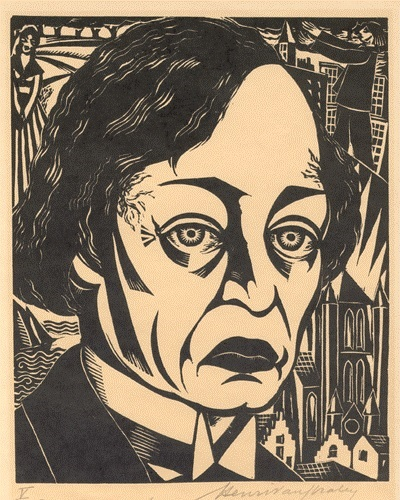
詩人カレル・ヴァン・デ・ヴスタインの肖像画　(1937)
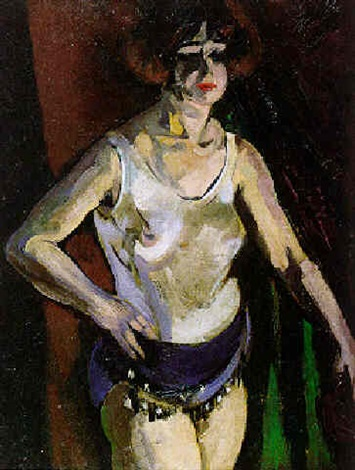
油絵